# Шимково
Шимково (укр. Шимкове) — село, относится к Ананьевскому району Одесской области Украины.
Население по переписи 2001 года составляло 484 человека. Почтовый индекс — 66432. Телефонный код — 4863. Занимает площадь 1,61 км². Код КОАТУУ — 5120285601.

## Местный совет
66432, Одесская обл., Ананьевский р-н, с. Шимково